# Seznam filozofů
Seznam filozofů uvádí některé významné filozofy; pro jejich výběr nejsou stanovena žádná přesná kritéria a je tedy víceméně nahodilý.

## A
- Nicola Abbagnano (1901–1990)
- Pierre Abélard (1079–1142)
- Theodor W. Adorno (1903–1969)
- Giorgio Agamben (* 1942)
- Tomáš Akvinský (1225–1274)
- Albert Veliký (asi 1193–1280)
- Alcuin (735–801/804)
- Jean le Rond d'Alembert (1717–1783)
- Altheides (1193–1262)
- Louis Althusser (1918–1990)
- Ambrosius (340–397)
- Anaxagorás (asi 500 př. n. l. – 428 př. n. l.)
- Anaximandros (610 př. n. l. – 546 př. n. l.)
- Anaximenés (585 př. n. l. – 525 př. n. l.)
- Arno Anzenbacher (* 1940)
- Anselm z Canterbury (asi 1033–1109)
- Lucius Apuleius (asi 125–180)
- Hannah Arendtová (1906–1975)
- Aristarchos ze Samu
- Aristotelés (384 př. n. l. – 322 př. n. l.)
- svatý Augustin (354–430)
- John Langshaw Austin
- Richard Avenarius
- Avicenna (asi 980–1037)
- Ánanda

## B
- Francis Bacon (1561–1626)
- Roger Bacon (1214–1294)
- Michail Bakunin (1814–1876)
- Roland Barthes (1915–1980)
- Jean Baudrillard
- Pierre Bayle
- Alain de Benoist (* 1943)
- Jeremy Bentham (1748–1832)
- Henri Bergson (1859–1941)
- George Berkeley (1685–1753)
- Bernard z Clairvaux (1090–1152)
- Václav Bělohradský (* 1944)
- Helena Petrovna Blavatská (1831–1891)
- Jean Bodin (1530–1596)
- Anicius Manlius Torquatus Severinus Boëthius (480–524 nebo 525)
- Bernard Bolzano (1781–1848)
- Louis-Gabriel de Bonald (1754–1840)
- Svatý Bonaventura (asi 1221–1274)
- Egon Bondy (1930–2007)
- Giordano Bruno (1548–1600)
- Bódhidharma
- Gautama Buddha (564 př. n. l. – 484 př. n. l.)
- Edmund Burke (1729–1797)

## C
- Albert Camus (1913–1960)
- Fritjof Capra (* 1939)
- Rudolf Carnap (1891–1970)
- Ernst Cassirer (1874–1945)
- Auguste Comte (1798–1857)
- Augustin Cournot (1801–1877)
- Alexius Cörver (1714–1747)

## Č
- Vladimír Čermák
- Václav Černý

## D
- Damón z Oé
- Donald Davidson (1917–2003)
- Jacques Derrida (1930–2004)
- René Descartes (1596–1650)
- Démokritos (cca 470 př. n. l. – 360 př. n. l.)
- John Dewey (1859–1952)
- Denis Diderot (1713–1784)
- Díogenés Laertios
- Díogenés z Apollónie
- Díogenés z Oinoandy
- Díogenés z Seleukeie (240 př. n. l. – 150 př. n. l.)
- Díogenés ze Sinópé (asi 413 př. n. l. – asi 322 př. n. l.)
- Dionýsios Alexandrijský
- Josef Dolista
- František Drtina

## E
- Mistr Eckhart
- Umberto Eco (1932–2016)
- Empedoklés
- Bedřich Engels (1820–1895)
- Epikúros (341 př. n. l. – 270 př. n. l.)
- Eukleidés z Megary (asi 450 př. n. l. – asi 370 př. n. l.)

## F
- Filón Alexandrijský (asi 20 př. n. l. – 50)
- Marsilio Ficino (1433–1499)
- Ludwig Feuerbach (1804–1872)
- Paul Karl Feyerabend (1924–1994)
- Johann Gottlieb Fichte (1762–1814)
- Ludwig Fleck (1896–1961)
- Vilém Flusser (1920–1991)
- Michel Foucault (1926–1984)
- Erich Fromm (1900–1980)

## G
- Hans-Georg Gadamer (1900–2002)
- Arnošt Gellner (1925–1995)
- Gorgiás z Leontín (asi 483 př. n. l. – asi 375 př. n. l.)
- Kurt Gödel (1906–1978)
- Nikolaj Frederik Severin Grundtvig (1783–1872)
- Adolf Grünbaum (* 1923)
- Romano Guardini (1885–1968)

## H
- Tomáš Halík (* 1948)
- Friedrich Hayek (1899–1992)
- Georg Wilhelm Friedrich Hegel (1770–1831)
- Martin Heidegger (1889–1976)
- Ladislav Hejdánek (1927–2020)
- Hermann von Helmholtz (1821–1894)
- Hérakleitos z Efesu (cca 540 př. n. l. – 475 př. n. l.)
- Johann Gottfried Herder (1744–1803)
- Hieroklés z Alexandrie
- Thomas Hobbes (1588–1679)
- Josef Lukl Hromádka (1889–1969)
- Wilhelm von Humboldt (1767–1835)
- David Hume (1711–1776)
- Jan Hus (asi 1369–1415)
- Edmund Husserl (1859–1938)
- Aldous Huxley (1894–1963)

## Ch
- Jean Charlier de Gerson (1363–1429)
- Paul Chauchard (1912–2003)
- Sri Chinmoy (1931–2007)
- Noam Chomsky (* 1928)
- Alonzo Church (1903–1995)

## I
- Irenej z Lyonu (asi 140 – asi 202)

## J
- William James (1842–1910)
- Ján Jesenský (1566–1621)

## K
- Stanislav Kamarýt
- František Matouš Klácel
- Immanuel Kant (1724–1804)
- Ján Karlovský (1721–1794)
- Alfred Kastil
- Arnold Keyserling
- Hermann Keyserling
- Søren Kierkegaard (1813–1855)
- Russell Kirk (1918–1994)
- Kléméns Alexandrijský (asi 150 – asi 216)
- Ladislav Klíma (1878–1928)
- Erazim Kohák (* 1933)
- Stanislav Komárek
- Jan Amos Komenský (1592–1670)
- Konfucius (551 př. n. l. – 479 př. n. l.)
- Mikuláš Koperník (1473–1543)
- Karel Kosík
- Zdeněk Kratochvíl (* 1950)
- František Krejčí
- Jaroslav Kříž
- Džiddú Krišnamúrti (1895–1986)
- Thomas Samuel Kuhn (1922–1996)
- Mikuláš Kusánský (1401–1464)

## L
- Eliáš Ladiver (1633–1686)
- Imre Lakatos(1922–1974)
- Heinrich Landesmann
- Lao-c'
- Pinchas Lapide
- Bruno Latour (* 1947)
- Gottfried Leibniz (1646–1716)
- Gotthold Ephraim Lessing
- Leukippos z Milétu
- Claude Lévi-Strauss (1908–2009)
- Lin-ťi (810/815–866)
- John Locke (1632–1704)
- Martin Luther (1483–1546)
- Jean-François Lyotard (1924–1998)

## M
- Madhukar
- Niccolò Machiavelli (1469–1527)
- Joseph de Maistre (1753–1821)
- Paul de Man (1919–1983)
- František Mareš
- Karel Marx (1818–1883)
- Tomáš Garrigue Masaryk (1850–1937)
- George Herbert Mead (1863–1931)
- Mencius (371 př. n. l. – 289 př. n. l.)
- Karl Mannheim (1893–1947)
- Maurice Merleau-Ponty (1908–1961)
- John Stuart Mill (1806–1873)
- Ludwig von Mises
- Charles Louis Montesquieu (1689–1755)
- George Edward Moore (1873–1958)
- Thomas More (1478–1535)
- Charles W. Morris (1903–1979)

## N
- Ernest Nagel (1901–1985)
- Nágárdžuna (150–250)
- Zdeněk Neubauer
- Isaac Newton (1642–1727)
- Friedrich Nietzsche (1844–1900)

## O
- William Occam (asi 1290–1349)
- Órigenés (185–253)
- José Ortega y Gasset (1883–1955)
- Robert Owen (1771–1858)
- Hans Christian Ørsted (1777–1851)

## P
- Pantainos
- Blaise Pascal (1623–1662)
- Jan Patočka (1907–1977)
- Rolandas Pavilionis
- Charles Peirce (1839–1914)
- Pierios
- Platón (427 př. n. l. – 347 př. n. l.)
- Plinius starší (23–79)
- Plótínos (kolem 205–270)
- Plútarchos (asi 46 – asi 127)
- Jiřina Popelová
- Karl Popper (1902–1994)
- Adolf Portmann
- Jeroným Pražský
- Pierre-Joseph Proudhon (1809–1865)
- Prótagorás z Abdér (481 př. n. l. – 410 př. n. l.)
- Pythagoras (582 př. n. l. – okolo 496 př. n. l.)

## Q
- Willard van Orman Quine (1908–2000)

## R
- Emanuel Rádl
- Jean-François Revel (1924–2006)
- Paul Ricoeur (1913–2005)
- Alois Adolf Riehl
- Richard Rorty (1931–2007)
- Erasmus Rotterdamský (1467–1536)
- Jean-Jacques Rousseau (1712–1778)
- Bertrand Russell (1872–1970)

## S
- Jean-Paul Sartre (1905–1980)
- John Searle (* 1932)
- Sextus Empiricus (kolem 200 – po 250)
- Max Scheler
- Friedrich Wilhelm Joseph von Schelling (1775–1854)
- Arthur Schopenhauer (1788–1860)
- Alfred Schütz (1899–1959)
- Albert Schweitzer (1875–1965)
- Friedrich Schlegel
- Augustin Smetana
- Adam Smith (1723–1790)
- Johan Vilhelm Snellman (1806–1881)
- Jan Sokol
- Sókratés (469 př. n. l. – 399 př. n. l.)
- Herbert Spencer (1820–1903)
- Baruch Spinoza (1632–1677)
- Rudolf Steiner (1861–1925)
- Strabón

## Š
- Milan Šimečka (1930–1990)
- Ľudovít Štúr (1815–1856)

## T
- Pierre Teilhard de Chardin (1881–1955)
- Terezie Benedikta od Kříže
- Thalés z Milétu (okolo 624 př. n. l. – okolo 548 př. n. l.)
- Rabíndranáth Thákur (1861–1941)
- Henry David Thoreau (1817–1862)
- Thrasymachos z Chalkedónu (asi 459 př. n. l. – 400 př. n. l.)
- Alexis de Tocqueville (1805–1859)
- Lev Nikolajevič Tolstoj
- Claude Tresmontant (1927–1997)
- Alexius Třeboňský
- Tu Fu (712–770)

## U
- Miguel de Unamuno (1864–1936)
- Jan Evangelista Urban

## V
- Lorenzo Valla (1407–1457)
- Vladimir Ivanovič Vernadskij
- Voltaire (1694–1778)
- Petr Vopěnka

## W
- Alfred North Whitehead (1861–1947)
- Ludwig Wittgenstein (1889–1951)

## X
- Xenofanés z Kolofónu (570 př. n. l. – 546 př. n. l.)
- Xenofón z Athén (430 př. n. l. – 355 př. n. l.
- Xenokratés z Chalkedónu (396 př. n. l. – 314 př. n. l.)

## Z
- Zénón z Eleje
- Zénón z Kitia
- Zhuangzi